# Wapen van Hongarije
Het huidige wapen van Hongarije werd aangenomen in 1990, na de val van het communistische bewind. Hoewel Hongarije een republiek is, draagt het wapen de Hongaarse koninklijke kroon, de Stefanskroon. Het wapen werd in de geschiedenis van Hongarije veel gebruikt, zowel met als zonder de kroon en soms als onderdeel van een groter wapen.

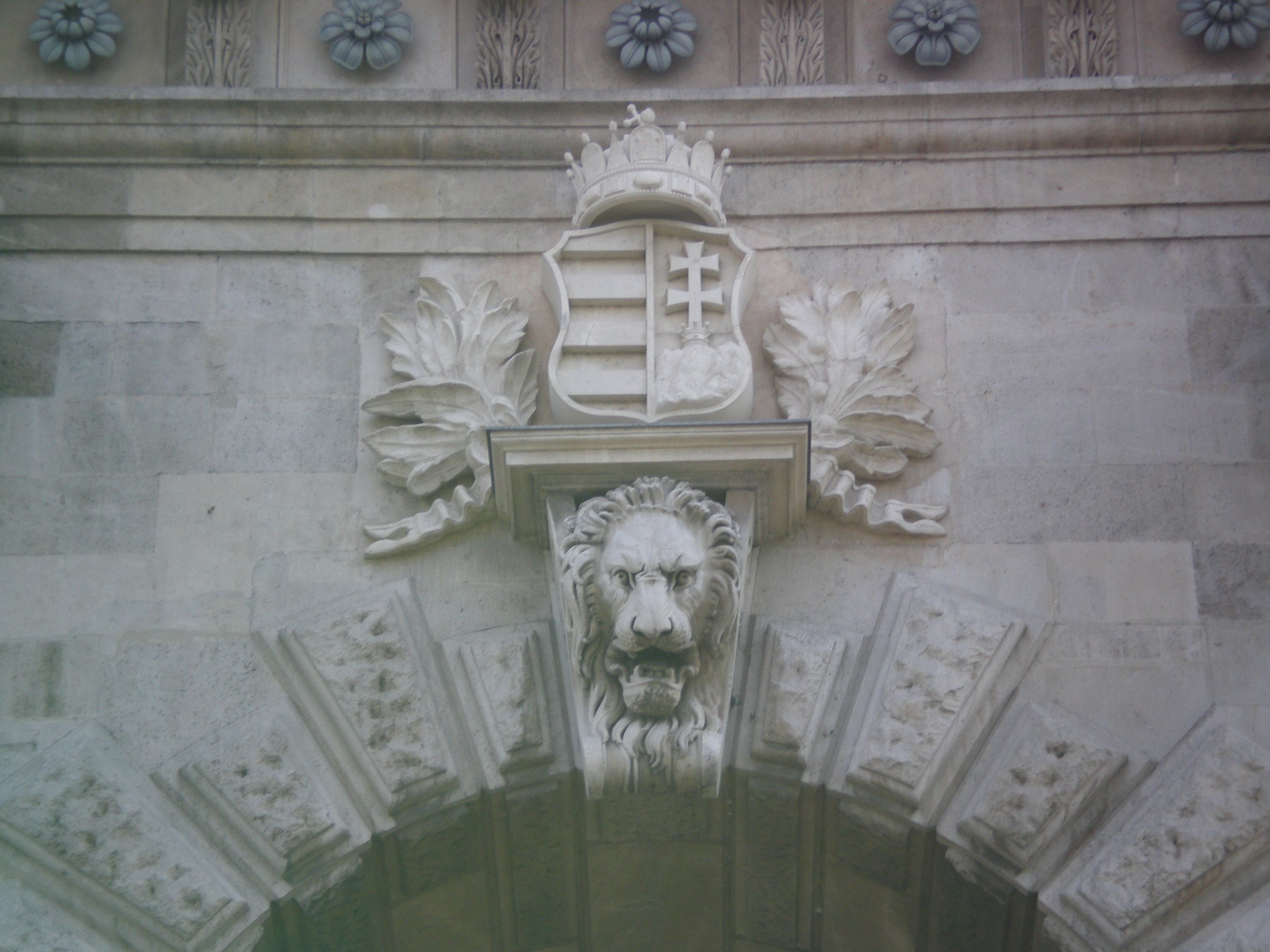
Hongaars wapen verwerkt in de Kettingbrug

Het schild bestaat uit twee helften: links staan vier rode en vier zilveren (witte) horizontale strepen, rechts drie heuvels met op de middelste een wit patriarchaal kruis met een kroon aan de voet.
Vaak stelt men dat de vier zilveren strepen in het schild verwijzen naar de rivieren Donau, Tisza, Drau en Sava, de belangrijkste rivieren in het oude Hongaarse Koninkrijk. De heuvels zouden staan voor de drie berggebieden in het noorden van het oude koninkrijk: de Tatra, Kleine Fatra en Grote Fatra (alle tegenwoordig grotendeels in Slowakije) en Mátra. De symboliek van de rivieren en bergen steunt echter niet op historisch bewijs.
Het patriarchenkruis en de heuvels zijn ook te vinden in het wapen van Slowakije in een ietwat andere weergave.
De vlag van Hongarije is een rood-wit-groene driekleur die is ontleend aan de belangrijkste kleuren van het wapen. In de staatsversie van de Hongaarse vlag is het nationale wapen opgenomen.

## Geschiedenis
|  | Het oudste element uit het wapen is het patriarchenkruis, dat van Byzantijnse invloed getuigt. Het verscheen omstreeks 1190 tijdens het koningschap van Béla III die opgegroeid was aan het Byzantijnse hof. In latere versies verschenen drie heuvels aan de voet van het kruis. |
|  | De rode en witte strepen waren het symbool van het Huis Árpád en zij werden omstreeks 1202 voor het eerst in het wapen gebruikt op een zegel van koning Emmerik. In dit zegel ontbrak het dubbele kruis, maar er stonden wel negen leeuwen tussen de witte strepen. Op de Gouden Bul van koning Andreas II van Hongarije werden slechts zeven leeuwen geplaatst. Sinds Béla IV wordt het patriarchenkruis weer gebruikt. |
|  | Toen het Huis Árpád uitstierf kwam het Huis Anjou-Sicilië aan de macht. Dit wilde de legitimiteit van zijn macht tonen door de relatie met het Huis Árpád te tonen. Daarom gingen ook de koningen van het Huis Angevin het rood-wit gestreepte wapen van de Árpáds gebruiken. Zij combineerden dit met hun eigen wapen, zodat hun wapen leek op het huidige, waarbij de fleurs-de-lys van de Angevins de plek innemen van het patriarchenkruis. |
|  | Het wapenschild met de strepen aan de linkerzijde en het kruis op de heuvels aan de rechterzijde verscheen tijdens het bewind van Lodewijk I (1342-1382). De kroon boven het schild verscheen tijdens de regeringsperiode van Wladislaus I (1440-1444). In eerste instantie was de kroon een niet-gedetailleerde beugelkroon, maar op het uit 1464 stammende zegel van Matthias Corvinus is de al enkele eeuwen oudere Stefanskroon voor het eerst boven het wapen te zien. De uiteindelijke versie van het wapen werd tijdens het koningschap van Matthias II aan het begin van de 17e eeuw. Het gebruik ervan werd algemeen tijdens het bewind van koningin Maria Theresia. |
|  | |
|  | In de volgende eeuwen zou het Hongaarse wapen meer en meer complex worden. Het nam de wapens van de gebieden die bij het Koninkrijk Hongarije werden gevoegd op, zoals die van Kroatië, Dalmatië, Slavonië en Bosnië. Het zogeheten kleine wapen bleef echter het centrale element. De afbeelding links toont de middelgrote versie van het wapen dat (met enkele wijzigingen) in de Landen van de Heilige Hongaarse Stefanskroon in gebruik was vanaf de Ausgleich (1867) tot het einde van de Eerste Wereldoorlog (1918). De buitenste delen zijn de wapens van (vanaf linksonder met de klok mee) Slavonië, Dalmatië, Kroatië (alle drie opgenomen in het huidige wapen van Kroatië), Transsylvanië, Rijeka (toegevoegd in 1882) en Bosnië (toegevoegd in 1915). De hierboven afgebeelde beschildering dateert van 1880 en toont de versie met de opname van het wapen van Rijeka (waarschijnlijk rond 1882 toegevoegd), maar zonder die van Bosnië. In het midden van het kleine wapen staat het centrale element van het wapen van Oostenrijk-Hongarije. |
|  | Tijdens de voor Hongarije mislukte Hongaarse onafhankelijkheidsoorlog (1848-1849) werd de kroon uit het wapen gehaald, aangezien de opstandelingen onder leiding van Lajos Kossuth de republiek uitriepen. Het kleine wapen zonder kroon wordt doorgaans het "Kossuth-wapen" (Hongaars: Kossuth-címer) genoemd. In de grote versie van het wapen verving laurier zowel de kroon boven het schild als die aan de voet van het kruis en wordt het kleine wapen omringd door de wapens van de tot Hongarije behorende gebieden. |
|  | In 1918 werd het Kossuth-wapen weer voor enige tijd gebruikt. De Hongaarse Sovjetrepubliek van 1919 schafte het historische wapen geheel af en gebruikte een vijfpuntige ster op officiële documenten. Na de val van deze communistische regering in augustus 1919 werd het kleine wapen met de kroon weer officieel en zou dat tot 1944 blijven. Tijdens het bewind van de Pijlkruisers (1944-1945) werden het nationaalsocialistische pijlenkruis en de letter H (voor Hongarije) toegevoegd. |
|  | Tussen 1946 en 1949 werd het Kossuth-wapen weer gebruikt, waarna het nieuwe communistische regime een nieuw wapen introduceerde in de stijl van de socialistische heraldiek, lijkend op het wapen van de Sovjet-Unie. Heraldisch gezien was het geen wapen, vanwege het gebrek aan een schild. Dit symbool, het Rákosi-embleem, was niet populair bij de meerderheid van de Hongaarse bevolking. |
|  | Tijdens de Hongaarse Opstand van 1956 werd het Kossuth-wapen door de opstandelingen gebruikt. Hoewel de Opstand door het Rode Leger werd neergeslagen, wilde de nieuwe communistische regering het oude communistische wapen niet opnieuw in gebruik nemen. |
|  | Het nieuwe socialistische wapen werd eind 1957 in gebruik genomen. Dit wapen combineert de vorm van het Rákosi-embleem met een klein wapen in het midden dat geheel in de kleuren van de Hongaarse vlag is. Dit wapen werd het Kádár-embleem genoemd. |

Sinds 1990 dient het historische kleine wapenschild met de Stefanskroon als officieel symbool van Hongarije. Het besluit hiertoe was destijds controversieel. Het eerste democratisch verkozen Hongaarse parlement hield stevige debatten over de opname van de kroon in het wapen. De liberale oppositiepartij (Alliantie van Vrije Democraten, SZDSZ) stelde een 'Republikeins' wapen in Kossuth-stijl voor, maar de conservatieve regering steunde het historische wapen met kroon. Nadat de meerderheid van de parlementsleden voor aanname van het huidige wapen koos, werd dat vrij snel algemeen geaccepteerd.
Albanië · Andorra · Azerbeidzjan · België · Bosnië en Herzegovina · Bulgarije · Denemarken · Duitsland · Estland · Finland · Frankrijk · Georgië · Griekenland · Hongarije · Ierland · IJsland · Italië · Kosovo · Kroatië · Letland · Liechtenstein · Litouwen · Luxemburg · Malta · Moldavië · Monaco · Montenegro · Nederland · Noord-Macedonië · Noorwegen · Oekraïne · Oostenrijk · Polen · Portugal · Roemenië · Rusland · San Marino · Servië · Slovenië · Slowakije · Spanje · Transnistrië · Tsjechië · Turkije · Vaticaanstad · Verenigd Koninkrijk · Wit-Rusland · Zweden · Zwitserland

Afhankelijke gebieden: Åland · Faeröer · Gibraltar · Guernsey · Jersey · Man

Betwiste gebieden: Abchazië · Adzjarië